# Совет церквей Зимбабве
Совет церквей Зимбабве — экуменическая христианская организация в Зимбабве.

## История
Совет основан в 1964 году местными христианскими организациями под влиянием созданного в 1948 году Всемирного совета церквей. Учредителями совета выступили основные протестантские организации Зимбабве. В первые годы независимости Зимбабве совет выпускал пастырские послания, в которых «без страха и предвзятости» говорил о ситуации в стране, а также участвовал в борьбе с расизмом. В 2000 году совет возглавил международную миссию по наблюдению за миром на парламентских выборах. В 2020-х годах совет продолжал отстаивать права верующих перед государством Зимбабве.

## Структура
Совет является членом Всемирного совета церквей и Содружества христианских советов Южной Африки. Членство совета составляет 31 церковь и также экуменические и ассоциированные партнеры в качестве наблюдателей. Штаб-квартира совета располагается в Хараре, Зимбабве.

## Миссия
Миссия совета заключается в том, чтобы предоставить церквям-членам возможность свидетельствовать о Христе, стремиться к достижению христианского единства в Зимбабве, выражать единодушие по вопросам, представляющим национальный интерес, и осуществлять служение в духе экуменизма, что включает экуменическое богослужение, общественные инициатив и поддержку богословского просвещения.